# Mateka (Songea MC)
Mateka ist ein Verwaltungsbezirk (Ward) des Distrikts Songea (MC) in der tansanischen Region Ruvuma.

## Geografie
Mateka liegt im Südwesten von Tansania südöstlich des Stadtzentrums der Regionshauptstadt Songea. Der Bezirk grenzt im Norden an Majengo, Mjini und Ndilimalitembo, im Osten an Matogoro, im Süden wieder an Ndilimalitembo und im Westen an Ruvuma. Bei der Volkszählung 2022 lebten 7158 Menschen in 1806 Haushalten auf einer Fläche von 3,6 Quadratkilometern.

## Gliederung
Der Bezirk besteht aus drei Stadtteilen (Mtaa):
- Mateka A
- Mateka B
- Mateka C

## Infrastruktur
- Bildung: Die Mateka Secondary School ist eine staatliche weiterführende Schule, die als Tagesschule Jugendliche bis zur 4. Stufe ausbildet.[8]
- Gesundheit: Im Bezirk liegt eine staatliche Apotheke.[9]
- Straße: Der Bezirk grenzt im Norden an die Nationalstraße T6, die von Songea nach Osten bis zum Indischen Ozean verläuft.[3]